# Dinastía idrisí
Los idrisíes (del árabe: الأدارسة [al-idārisa]) o idrísidas constituyen una dinastía árabe islámica, que gobernó sobre parte del territorio de los actuales Argelia y Marruecos entre 789 y 974. 
Es considerada por la historiografía marroquí actual como el primer estado marroquí, pese a que no es el primer estado musulmán de Marruecos, ni tiene conexión genealógica ni sucesoria con dinastías posteriores.

## Fundación
Fue la primera dinastía islámica en establecerse en el Magreb occidental, a finales del siglo VIII. La dinastía debe su nombre a Idrís I, descendiente directo del profeta Mahoma al ser bisnieto de Alí, yerno y primo de este, quien al verse obligado a huir de Bagdad debido al fracaso del levantamiento que contra el califa abbasí se había producido en 786, se refugió en el norte del Magreb, se hizo reconocer emir e imán por la tribu bereber de los Awarbas e instaló su capital en Volubilis, donde permaneció hasta que su sucesor Idrís II la trasladó a la ciudad de Fez. El enfrentamiento entre Alí y Muawiya ibn Abi Sufyan, fundador de la dinastía omeya, se perpetuó entre idrisíes y omeyas cordobeses.

## Apogeo
Su hijo Idrís II (791-828) fundó Fez como residencia real y capital del emirato. Realizó numerosas campañas más allá de los montes Atlas, contra Tremecén, que lo convirtieron en el estado más importante de la zona. El reino fue dividido entre sus hijos en el 828.
Bajo Muhammad (828-836) ya fue solo uno de los varios señores idrisíes del norte de Marruecos. La división del reino, propiciada por el propio Muhammad, originó un periodo convulso en el que los hermanos se disputaron el poder, etapa que duró hasta finales del siglo IX. Pese a ello, los hijos de Muhammad, Alí y Yahya I lograron reinar con bastante tranquilidad. El hijo de este último, Yahya II fue destronado por los súbditos de la capital a causa de su desvergonzada vida privada; lo sustituyó su primo y suegro, Alí ben Umar, nieto de Idrís II que logró reunificar los territorios pasajeramente. Un aventurero oscense, Abd al-Razzaq al-Fihri, se levantó contra él al sureste de Fez predicando la doctrina jariyí y le arrebató parte de la capital, hasta que fue expulsado por Yahya III. Este pereció en el 905 combatiendo a un pariente rival, Yahya IV. Este (904-917) los reunificó, pero el desorden interno y el ataque de los Miknasa, aliados de los fatimíes, debilitó aún más el reino. En efecto, Yahya IV perdió el control de las montañas a ambos lados de Taza, en manos de dos jefes miknasas, y Tremecén, centro de los cenetes Magrawa. Los fatimíes le arrebataron el poder a los diez años de haber vencido a Yahya III.

## Decadencia y desaparición
Durante el siglo X, fue uno de los tres contendientes por el control de la zona, junto con el Califato de Córdoba omeya y el fatimí chiita. Inicialmente, se mostraron partidarios de estos, pero apoyaron a los omeyas más tarde. Tras su derrota ante los Miknasa (905), los idrisíes fueron expulsados de Fez (923). Solo gracias a la ayuda del Califato de Córdoba pudo sostenerse la dinastía frente a los fatimíes y sus aliados. Después del 927, los idrisíes abandonaron definitivamente Fez y se refugiaron en los valles del Rif, entre tribus todavía vasallas de la dinastía, expulsada de la antigua capital por las fuerzas fatimíes. Parte de la familia se instaló en la comarca de Basra (los Banu Muhammad) y la otra entre los gumara, desde Tigisas hasta las inmediaciones de Ceuta y Tánger (los Banu Umar). Musa ibn Abi l-Afiya, al servicio fatimí, los persiguió y no los exterminó debido a la intercesión en su favor de las tribus bereberes. Al cambiar este de bando en el 933 y pasarse a los omeyas cordobeses, los idrisíes hicieron lo propio y se pasaron a los fatimíes en el 935, de los que recibieron las tierras de Ibn Abi l-Afiya en calidad de feudos cuando este fue derrotado.
La gran campaña fatimí del 958-959 en el Magreb occidental volvió a someterlos al control de aquellos.
En el 972, el último representante de la dinastía, Al-Hasan ben Kannun, se levantó contra los omeyas cordobeses en una larga revuelta que duró de junio de ese año hasta marzo del 974. La lucha obligó al califato andalusí a realizar notables gastos y a enviar al Magreb a algunos de sus mejores militares para aplastar la rebelión. Los omeyas aplicaron una estrategia mixta de sobornos de los partidarios de Ben Kannun y de campañas militares para acabar con este. Tras varias derrotas militares y abandono de algunos de sus principales seguidores, fue capturado por las fuerzas andalusíes en su fortaleza de Hayyar al-Nasr. Se le envió a Córdoba para participar en el desfile triunfal de la victoria omeya, aunque más tarde se le mantuvo como prisionero de honor, colmado de riquezas y muchos de sus antiguos partidarios ingresaron en los ejércitos cordobeses. La dinastía, sin embargo, desapareció con el aplastamiento de su rebelión.

## Emires idrisíes
- 788-791: Idrís I
- 791-828: Idrís II
- 828-836: Muhammad ben Idrís
- 836-848: Alí ben Muhammad (Alí I)
- 848-864: Yahya ben Muhammad (Yahya I)
- 864-874: Yahya ben Yahya (Yahya II)
- 874-883: Alí ben Umar (Alí II)
- 883-904: Yahya ben al-Qasim (Yahya III)
- 904-922: Yahya ben Idrís ben Umar (Yahya IV)
- 905-922: Al-Hayam al-Hasan ben Muhammad ben al-Qasim en el Rif (Hasan I al-Hayam)
- 922-925: Periodo de disturbios y anarquía con dominio de los fatimíes
- 925-927: Al-Hayam al-Hasan ben Muhammad ben al-Qasim en Fez (Hasan I al-Hayam)
- 927-938: Periodo de disturbios y anarquía con dominio de los fatimíes
- 938-949: Al-Qasim Kannun ben Ibrahim
- 949-954: Ahmad ben al-Qassim Kannun
- 954-974: Al-Hasan ben Kannun (Hasan II)